# Посёлок имени Расковой
имени Расковой — упразднённый посёлок в Тенькинский район Магаданской области России. До 1988 года административный центр Расковского сельского Совета.

## Этимология
Назван в честь советской лётчицы М. Расковой.

## История
Был основан в 1943 в среднем течении ручья Улахан-Аурум, правого притока реки Арга-Юрях) для разработки россыпного месторождения золота. Подавляющая часть работников были заключённые Теньлага, переведённые сюда с закрытого прииска Дебин. Осенью 1949 года они вновь были переведены на другие предприятия, а сюда принудительно привезены спецпоселенцы — строители секретных атомных объектов из Челябинской, Свердловской и Горьковской областей. Они были доставлены сюда вместе с семьями и не имели права покидать пределы посёлка вплоть до 1953 года. В дальнейшем прииск им. Расковой был преобразован в горный участок прииска — карьер «Дальний» Тенькинского ГОКа. 
В 1986 году в связи с истощением запасов было принято решение о реорганизации производства, жителей стали переселять, которые окончательно покинули посёлок в 1989 году.
Официально посёлок им. Расковой был исключён из учетных данных административно-территориального деления Магаданской области в 1994 году.

## Население
В 1970-80-х гг. в поселке проживало около 700 человек. К 1989 году посёлок опустел. 